# Storegga

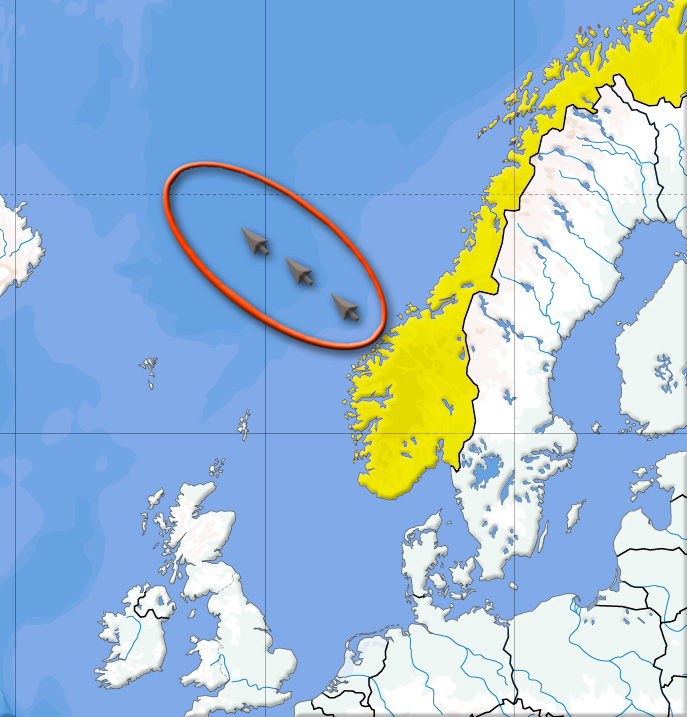
Poloha a směr pohybu

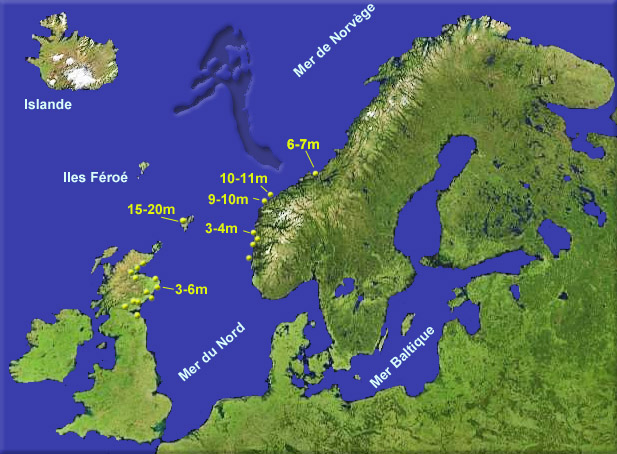
Předpokládaná výška tsunami

Storegga (norsky: velká hrana) je označení kontinentálního svahu v Norském moři před norským pobřežím na jižní části Vøring-Plateau. Pod kontinentálním svahem se v průběhu tisíciletí vytvořila gigantická masa štěrku a kamení. Jedná se s délkou 800 km a objemem 5608 km³ o jednu ze světově největších akumulací po sesuvech na kontinentálních svazích.
Sesuvy jsou uváděny do souvislosti s pokročilou destabilizací kontinentálního svahu hydráty plynů, především hydrátem metanu. Velký sesuv na kontinentálním svahu může vést k vlně tsunami v Norském a Severním moři. 
Podle výzkumů došlo k masivnímu sesuvu svahu asi před 8175 až 8120 lety, což mělo za následek obří tsunami, která na Shetlandech dosahovala přes 20 m a na pobřeží severní Británie okolo 3–6 m. Jelikož ve stejném období došlo k výraznému úbytku mezolitického obyvatelstva na britských ostrovech, předpokládá se, že to souvisí právě s tsunami ze Storeggy, která měla vliv na zdecimování tamějšího osídlení. Tato megatsunami měla pravděpodobně také podíl na zaplavení Doggerlandu, což byla v mezolitu lidmi osídlené krajina rozkládající se mezi Británií a kontinentální Evropou.